# 陳伯良
陳伯良（1425年—？），字易之，湖廣岳州府華容縣人，明朝政治人物。進士出身。

## 生平
景泰元年（1550年）庚午科湖廣鄉試第八十九名。天順元年（1457年）丁丑科會試第三十二名，殿試登進士第二甲第十三名。
曾祖父陳壽卿。祖父陳添裕。父亲陳復，曾任教諭。